# Пролетарский (Новоберезанское сельское поселение)
Пролета́рский — посёлок в Кореновском районе Краснодарского края.
Входит в состав Новоберезанского сельского поселения.

## География
Посёлок расположен на расстоянии 4 км к юго-западу от посёлка Новоберезанский, административного центра поселения.

## Население
| 2002 | 2010 |
| ---- | ---- |
| 311  | ↘265 |

## Улицы
| - ул. Восточная, - ул. Мира, - ул. Пионерская, - пер. Советский, | - ул. Степная, - ул. Труда, - ул. Центральная. |